# Live Experience
Live Experience é o sexto álbum ao vivo e filme-concerto da artista musical brasileira Ivete Sangalo, lançado em 12 de abril de 2019 pela Universal Music. Gravado durante uma apresentação realizada no Allianz Parque, em São Paulo, para 50 mil pessoas, no dia 8 de dezembro de 2018. O projeto festeja os 25 anos de carreira da cantora, e foi anunciado durante o mês de março, com a venda dos ingressos no site Eventim. O filme conta com o retorno de Sangalo aos palcos, após sua gestação.
O repertório é formado principalmente por canções de seus álbuns anteriores e algumas inéditas, além de canções da época da Banda Eva e regravações de compatriotas como Tim Maia e Roberto Carlos. Participaram como convidados os cantores Marília Mendonça, Léo Santana, Brian MCKnigh, Ferrugem, Claudia Leitte e Alejandro Sanz. Em 2023, recebeu o certifricado de ouro pela Pro-Música Brasil (PMB) denotando vendas de 40 mil cópias.

## Lista de faixas
| Live Experience – Edição digital |                                                                                   |                                                       |         |  |
| N.º                              | Título                                                                            | Compositor(es)                                        | Duração |  |
| 1.                               | "Essa Distância"                                                                  | Gigi                                                  | 3:15    |  |
| 2.                               | "Abalou"                                                                          | Ivete Sangalo Gigi Larissa Meira                      | 3:50    |  |
| 3.                               | "Tempo de Alegria"                                                                | Gigi Filipe Escandurras Magno Sant'anna               | 3:24    |  |
| 4.                               | "Teleguiado"                                                                      | Ivete Dan Kambaiah Sant'anna Neilton Cerqueira        | 2:32    |  |
| 5.                               | "Cadê Dalila?"                                                                    | Carlinhos Brown Alain Tavares                         | 2:08    |  |
| 6.                               | "Nabucodonosor"                                                                   | Alfredo Moura                                         | 3:24    |  |
| 7.                               | "Mainha Gosta Assim" (com a participação de Léo Santana)                          | Tierry Vitão Marcelinho Ferraz Pedro Dash Dudu Borges | 3:08    |  |
| 8.                               | "Cheguei Pra Te Amar / Yo Te Vine a Amar" (com a participação de Sebastián Yatra) | Sangalo Ramon Cruz Sebastián Yatra                    | 3:42    |  |
| 9.                               | "Delira na Guajira"                                                               | Samir Fábio Alcântara                                 | 2:40    |  |
| 10.                              | "Doces Lábios"                                                                    | Cruz                                                  | 3:47    |  |
| 11.                              | "O Doce"                                                                          | Gigi Escandurras                                      | 4:22    |  |
| 12.                              | "Margarida Perfumada"                                                             | Brown Cícero Manoel                                   | 2:24    |  |
| 13.                              | "Céu da Boca"                                                                     | Reinaldo Marcel                                       | 4:12    |  |
| 14.                              | "Grão de Areia" (com a participação de Ferrugem)                                  | Mahmundi Paulo Castagnoli Luccas Carlos Lau Fernandes | 3:32    |  |
| 15.                              | "Meu Peito Dispara"                                                               | Sangalo Gigi                                          | 3:55    |  |
| 16.                              | "Lambada (Corpo Molinho)" (com a participação de Claudia Leitte)                  | Samir Tierry                                          | 3:38    |  |
| 17.                              | "Gostava Tanto de Você"                                                           | Edson Trindade                                        | 3:32    |  |
| 18.                              | "Além do Horizonte"                                                               | Erasmo Carlos Roberto Carlos                          | 3:40    |  |
| 19.                              | "Não Me Faça Esperar"                                                             | Gigi Fabinho O'Brian                                  | 3:18    |  |
| 20.                              | "Balançando Diferente"                                                            | Gigi O'Brian Ivan Brasil Sant'Anna                    | 3:22    |  |
| 21.                              | "É Por Isso Que a Gente Combina"                                                  | Dilson Fox                                            | 3:22    |  |
| 22.                              | "O Nosso Amor Venceu" (com a participação de Marília Mendonça)                    | Sangalo Gigi                                          | 3:57    |  |
| 23.                              | "Um Sinal"                                                                        | Sangalo Cruz                                          | 4:01    |  |
| 24.                              | "Frisson"                                                                         | Tunai Sérgio Natureza                                 | 3:58    |  |
| 25.                              | "Quisiera Ser" (com a participação de Alejandro Sanz)                             | Alejandro Sanz                                        | 5:29    |  |
| 26.                              | "No Groove (Pega, Pega, Pega)"                                                    | Samir Kambaiah                                        | 2:52    |  |
| 27.                              | "Oba, Eu Vou Já / Lambada de Delícia / O Coco"                                    | Brown Gigi Sangalo Gerônimo Bego Radamés Venâncio     | 5:26    |  |
| 28.                              | "Cupido Vadio"                                                                    | Davi Salles                                           | 2:12    |  |
| 29.                              | "Pra Frente"                                                                      | Gigi Escandurras Sant'anna                            | 2:50    |  |
| 30.                              | "Levada Louca"                                                                    | Gilson Babilônia Lula Carvalho Tavares                | 3:53    |  |
| Duração total:                   | Duração total:                                                                    | Duração total:                                        | 1h45    |  |

| Live Experience – CD (Disco 1) |                                                                                   |                                                       |         |  |
| N.º                            | Título                                                                            | Compositor(es)                                        | Duração |  |
| 1.                             | "Essa Distância"                                                                  | Gigi                                                  | 3:15    |  |
| 2.                             | "Abalou"                                                                          | Ivete Sangalo Gigi Larissa Meira                      | 3:50    |  |
| 3.                             | "Tempo de Alegria"                                                                | Gigi Filipe Escandurras Magno Sant'anna               | 3:24    |  |
| 4.                             | "Teleguiado"                                                                      | Ivete Dan Kambaiah Magno Sant'anna Neilton Cerqueira  | 2:32    |  |
| 5.                             | "Cadê Dalila?"                                                                    | Carlinhos Brown Alain Tavares                         | 2:08    |  |
| 6.                             | "Nabucodonosor"                                                                   | Alfredo Moura                                         | 3:24    |  |
| 7.                             | "Mainha Gosta Assim" (com a participação de Léo Santana)                          | Tierry Vitão Marcelinho Ferraz Pedro Dash Dudu Borges | 3:08    |  |
| 8.                             | "Cheguei Pra Te Amar / Yo Te Vine a Amar" (com a participação de Sebastián Yatra) | Sangalo Ramon Cruz Sebastián Yatra                    | 3:42    |  |
| 9.                             | "Delira na Guajira"                                                               | Samir Fábio Alcântara                                 | 2:40    |  |
| 10.                            | "Doces Lábios"                                                                    | Ramon Cruz                                            | 3:47    |  |
| 11.                            | "O Doce"                                                                          | Gigi Filipe Escandurras                               | 4:22    |  |
| 12.                            | "Margarida Perfumada"                                                             | Brown Cícero Manoel                                   | 2:24    |  |
| 13.                            | "Céu da Boca"                                                                     | Reinaldo Marcel                                       | 4:12    |  |
| 14.                            | "Grão de Areia" (com a participação de Ferrugem)                                  | Mahmundi                                              | 3:32    |  |
| 15.                            | "Meu Peito Dispara"                                                               | Sangalo Gigi                                          | 3:55    |  |
| 16.                            | "Lambada (Corpo Molinho)" (com a participação de Claudia Leitte)                  | Samir Tierry                                          | 3:38    |  |

| Live Experience – CD (Disco 2) |                                                                |                                                   |         |  |
| N.º                            | Título                                                         | Compositor(es)                                    | Duração |  |
| 1.                             | "Gostava Tanto de Você"                                        | Edson Trindade                                    | 3:32    |  |
| 2.                             | "Além do Horizonte"                                            | Erasmo Carlos Roberto Carlos                      | 3:40    |  |
| 3.                             | "Não Me Faça Esperar"                                          | Gigi Fabinho O'Brian                              | 3:18    |  |
| 4.                             | "Balançando Diferente"                                         | Gigi Fabinho O'Brian Ivan Brasil Magno Sant'Anna  | 3:22    |  |
| 5.                             | "É Por Isso Que a Gente Combina"                               | Dilson Fox                                        | 3:22    |  |
| 6.                             | "O Nosso Amor Venceu" (com a participação de Marília Mendonça) | Sangalo Gigi                                      | 3:57    |  |
| 7.                             | "Um Sinal"                                                     | Sangalo Ramon Cruz                                | 4:01    |  |
| 8.                             | "Frisson"                                                      | Tunai Sérgio Natureza                             | 3:58    |  |
| 9.                             | "Quisiera Ser" (com a participação de Alejandro Sanz)          | Alejandro Sanz                                    | 5:29    |  |
| 10.                            | "No Groove (Pega, Pega, Pega)"                                 | Samir Dan Kambaiah                                | 2:52    |  |
| 11.                            | "Oba, Eu Vou Já / Lambada de Delícia / O Coco"                 | Brown Gigi Sangalo Gerônimo Bego Radamés Venâncio | 5:26    |  |
| 12.                            | "Cupido Vadio"                                                 | Davi Salles                                       | 2:12    |  |
| 13.                            | "Pra Frente"                                                   | Gigi Filipe Escandurras Magno Sant'anna           | 2:50    |  |
| 14.                            | "Levada Louca"                                                 | Gilson Babilônia Lula Carvalho Alain Tavares      | 3:53    |  |

| Live Experience – DVD (Disco 1) |                                                                                   |                                                       |         |  |
| N.º                             | Título                                                                            | Compositor(es)                                        | Duração |  |
| 1.                              | "Tribal Tekno"                                                                    |                                                       |         |  |
| 2.                              | "Essa Distância"                                                                  | Gigi                                                  |         |  |
| 3.                              | "Abalou"                                                                          | Ivete Sangalo Gigi Larissa Meira                      |         |  |
| 4.                              | "Tempo de Alegria"                                                                | Gigi Filipe Escandurras Magno Sant'anna               |         |  |
| 5.                              | "Teleguiado"                                                                      | Ivete Dan Kambaiah Magno Sant'anna Neilton Cerqueira  |         |  |
| 6.                              | "Cadê Dalila?"                                                                    | Carlinhos Brown Alain Tavares                         |         |  |
| 7.                              | "Nabucodonosor"                                                                   | Alfredo Moura                                         |         |  |
| 8.                              | "Mainha Gosta Assim" (com a participação de Léo Santana)                          | Tierry Vitão Marcelinho Ferraz Pedro Dash Dudu Borges |         |  |
| 9.                              | "Cheguei Pra Te Amar / Yo Te Vine a Amar" (com a participação de Sebastián Yatra) | Sangalo Ramon Cruz Sebastián Yatra                    |         |  |
| 10.                             | "Delira na Guajira"                                                               | Samir Fábio Alcântara                                 |         |  |
| 11.                             | "Doces Lábios"                                                                    | Ramon Cruz                                            |         |  |
| 12.                             | "O Doce"                                                                          | Gigi Filipe Escandurras                               |         |  |
| 13.                             | "Margarida Perfumada"                                                             | Brown Cícero Manoel                                   |         |  |
| 14.                             | "Céu da Boca"                                                                     | Reinaldo Marcel                                       |         |  |
| 15.                             | "Grão de Areia" (com a participação de Ferrugem)                                  | Mahmundi                                              |         |  |
| 16.                             | "Meu Peito Dispara"                                                               | Sangalo Gigi                                          |         |  |
| 17.                             | "Lambada (Corpo Molinho)" (com a participação de Claudia Leitte)                  | Samir Tierry                                          |         |  |
| 18.                             | "Gostava Tanto de Você"                                                           | Edson Trindade                                        |         |  |
| 19.                             | "Além do Horizonte"                                                               | Erasmo Carlos Roberto Carlos                          |         |  |
| 20.                             | "Não Me Faça Esperar"                                                             | Gigi Fabinho O'Brian                                  |         |  |
| 21.                             | "Balançando Diferente"                                                            | Gigi Fabinho O'Brian Ivan Brasil Magno Sant'Anna      |         |  |
| 22.                             | "É Por Isso Que a Gente Combina"                                                  | Dilson Fox                                            |         |  |
| 23.                             | "O Nosso Amor Venceu" (com a participação de Marília Mendonça)                    | Sangalo Gigi                                          |         |  |
| 24.                             | "Viagem"                                                                          |                                                       |         |  |

| Live Experience – DVD (Disco 2) |                                                       |                                                   |         |  |
| N.º                             | Título                                                | Compositor(es)                                    | Duração |  |
| 1.                              | "Um Sinal"                                            | Ivete Sangalo Ramon Cruz                          |         |  |
| 2.                              | "Frisson"                                             | Tunai Sérgio Natureza                             |         |  |
| 3.                              | "Quisiera Ser" (com a participação de Alejandro Sanz) | Alejandro Sanz                                    |         |  |
| 4.                              | "No Groove (Pega, Pega, Pega)"                        | Samir Dan Kambaiah                                |         |  |
| 5.                              | "Oba, Eu Vou Já / Lambada de Delícia / O Coco"        | Brown Gigi Sangalo Gerônimo Bego Radamés Venâncio |         |  |
| 6.                              | "Cupido Vadio"                                        | Davi Salles                                       |         |  |
| 7.                              | "Pra Frente"                                          | Gigi Filipe Escandurras Magno Sant'anna           |         |  |
| 8.                              | "Levada Louca"                                        | Gilson Babilônia Lula Carvalho Alain Tavares      |         |  |
| 9.                              | "Carta pros Fãs"                                      |                                                   |         |  |
| 10.                             | "Créditos: Teleguiado"                                |                                                   |         |  |

## Carnaval com Ivete - Live Experience
Carnaval com Ivete - Live Experience é um extended play (EP) da cantora brasileira Ivete Sangalo lançado como forma de suporte ao disco gravado em São Paulo. Foi lançado nas principais plataformas digitais em 25 de janeiro de 2019.

### Lista de faixas
| Carnaval com Ivete - Live Experience |                                                                  |                                                                   |         |  |
| N.º                                  | Título                                                           | Compositor(es)                                                    | Duração |  |
| 1.                                   | "Mainha Gosta Assim" (com a participação de Léo Santana)         | Tierry Vitão Marcelinho Ferraz Pedro Dash Dudu Borges             | 3:08    |  |
| 2.                                   | "Lambada (Corpo Molinho)" (com a participação de Claudia Leitte) | Tierry Samir                                                      | 3:33    |  |
| 3.                                   | "Oba, Eu Vou Já / Lambada de Delícia / Côco"                     | Carlinhos Brown Gigi Ivete Sangalo Gerônimo Bego Radamés Venâncio | 4:35    |  |
| 4.                                   | "Teleguiado"                                                     | Ivete Sangalo Gigi Magno Sant'anna Dan Kambaiah                   | 2:39    |  |
| Duração total:                       | Duração total:                                                   | Duração total:                                                    | 13:35   |  |

## Certificações
| Região                                                                                             | Certificação | Unidades/Vendas |
| -------------------------------------------------------------------------------------------------- | ------------ | --------------- |
| Brasil (Pro-Música Brasil)                                                                         | Ouro         | 40 000*         |
| *números de vendas baseados somente na certificação ^distribuições baseadas apenas na certificação |              |                 |

## Histórico de lançamento
| País   | Data                  | Formato                           | Gravadora       |
| ------ | --------------------- | --------------------------------- | --------------- |
| Brasil | 25 de janeiro de 2019 | EP download digital               | Universal Music |
| Brasil | 12 de abril de 2019   | Download digital                  | Universal Music |
| Brasil | 27 de maio de 2019    | CD download digital streaming DVD | Universal Music |